# Dinotrema hebescum
Dinotrema hebescum är en stekelart som beskrevs av Papp 2003. Dinotrema hebescum ingår i släktet Dinotrema och familjen bracksteklar. Inga underarter finns listade i Catalogue of Life.